# Метод меченых нейтронов
Ме́тод ме́ченых нейтро́нов – трёхмерный метод визуализации, который позволяет рассчитать распределение элементов внутри объекта. При синтезе дейтерия и трития образуются быстрый нейтрон и ассоциированная частица (например, альфа-частица), которые движутся в противоположных направлениях в системе центра масс. Измеряя время и положение ассоциированной частицы, можно определить траекторию нейтрона. Затем нейтрон может проникнуть в интересующий объект, где он, вероятно, подвергнется неупругому рассеянию. В результате этого происходит испускание одного или нескольких гамма-лучей, энергия которых зависит от элемента, на котором рассеивается нейтрон. Измеряя энергию гамма-излучения, можно идентифицировать элемент. Контроль совпадения момента возбуждения гамма-излучения с временем регистрации ассоциированной частицы позволяет получить трёхмерное изображение элементного состава объекта. Этот метод применяется в сельском хозяйстве (например, при обследовании почв), сфере безопасности (борьбе с терроризмом и контроле за оборотом оружия), а также при обнаружении алмазов и в других областях.